# Palácio dos Capitães-Generais (Vila Bela da Santíssima Trindade)
O Palácio dos Capitães-Generais localiza-se na cidade de Vila Bela da Santíssima Trindade, no estado de Mato Grosso, no Brasil. Foi fundado em 1752 pelo governador e capitão-general da capitania de Mato Grosso, D. Antônio Rolim de Moura Tavares. Constitui-se em um dos principais monumentos da cidade, e durante 68 anos foi a sede do governo da província de Mato Grosso.

## Histórico
Era a residência dos governadores da capitania de Mato Grosso, em Vila Bela da Santíssima Trindade. Foi edificado na época da pujança aurífera pelo primeiro capitão-general Antônio Rolim de Moura, Conde de Azambuja. É uma extensa casa térrea de linhas sóbrias erguida em taipa de pilão. Possuía cunhais em cantaria de pedra canga e interiores profusamente decorados com pinturas e trabalhos em talha aplicada e dourada. O Palácio formava com a Câmara Municipal, a Cadeia, a Casa de Fundição, o Quartel dos Dragões, a Matriz da Santíssima Trindade, a Igreja de Santo Antônio dos Militares e a de Nossa Senhora do Carmo, o núcleo primitivo da vila fundada em 19 de março de 1752 para servir de capital da nova capitania, com a denominação evocativa de Vila Bela da Santíssima Trindade. O Palácio teve sua estrutura original mantida por mais de dois séculos, apesar de seus interiores terem sofrido com a passagem do tempo, a decadência de Vila Bela e a incúria dos homens. Desapareceram as pinturas, os móveis e os adereços, mas permaneceu o corpo estrutural pelo menos até os anos de 1960. Remanescentes da arquitetura luso-brasileira do século XVIII, o Palácio foi restaurado pela então Fundação Nacional Pró-Memória, hoje IPHAN, em meados da década de 1980, e hoje sedia a Prefeitura Municipal de Vila Bela. O Palácio é considerado o ponto de partida do processo de constituição de Vila Bela. Símbolo material do poder, antecedeu as edificações particulares, as outras edificações oficiais e até mesmo as religiosas. Tal fato não é gratuito, decorre do próprio desejo da Coroa Portuguesa de constituir Vila Bela como explicitação de sua presença indiscutível na fronteira oeste da Colônia.
Uso Atual: Prefeitura Municipal de Cuiabá (Palácio dos Capitães Generais)
Fonte: Iphan.
Atual sede da Prefeitura Municipal de Cuiabá, era a residência dos governadores da capitania e foi edificado - na época da riqueza gerada pela extração do ouro - pelo primeiro capitão-general Antônio Rolim de Moura, Conde de Azambuja. O Palácio é uma construção térrea, extensa casa de linhas sóbrias erguida em taipa de pilão. Possuía cunhais em cantaria de pedra canga e interiores profusamente decorados com pinturas e trabalhos em talha aplicada e dourada. Formava o núcleo primitivo da Vila Bela, com a Câmara Municipal, a Cadeia, Casa de Fundição, Quartel dos Dragões, Igreja Matriz da Santíssima Trindade, Igreja de Santo Antônio dos Militares e Igreja de Nossa Senhora do Carmo.
A estrutura original do Palácio manteve-se por mais de dois séculos, apesar de seus interiores terem sofrido com a passagem do tempo, com a decadência de Vila Bela e a ausência de restauro. Desapareceram pinturas, móveis e adereços, mas permaneceu o corpo estrutural até a década de 1960. Remanescente da arquitetura luso-brasileira do século XVIII, o Palácio foi restaurado pela então Fundação Nacional Pró-Memória, atual Iphan, em meados da década de 1980 e tombado em 1988. Essa edificação é considerada o ponto de partida da formação de Vila Bela e símbolo material do poder, que antecedeu edificações particulares, outras edificações oficiais e religiosas.
Fonte: Iphan.
O Palácio foi tombado pelo IPHAN no Livro do Tombo Histórico, em 06/1988. Número do Processo: 877-T-1973.